# Mesochorus stigmator
Mesochorus stigmator is een vliesvleugelig insect (orde Hymenoptera) uit de familie van de gewone sluipwespen (Ichneumonidae). De wetenschappelijke naam van de soort werd in 1822 als Ichneumon stigmator gepubliceerd door Carl Peter Thunberg. Het type is "Uppsala Univ. Zool. Mus. Thunbergsaml. nr. 24935 Ichneumon stigmator".
De naam van de typesoort van het geslacht Mesochorus Gravenhorst, 1829, Mesochorus splendidulus Gravenhorst, 1829, moet volgens Klaus Horstmann als een synoniem van deze naam worden beschouwd. De naam werd in 1829 gepubliceerd door Johann Ludwig Christian Gravenhorst voor een soort die hij had verzameld bij Sickershausen (Kitzingen; Beieren) en Genua.

## Synoniemen
- Mesochorus splendidulus Gravenhorst, 1829, synoniem volgens Horstmann (2001)[2]
- Mesochorus pallidus Brischke, 1880, synoniem volgens Horstmann (2001)[2][4]
- Mesochorus stigmaticus Thomson, 1886[4]
- Mesochorus orgyiae Dalla Torre, 1902[4]